# الاجتماع الجامعي
الاجتماع الجامعي هو اجتماع رسمي لكبار أعضاء إحدى الجامعات، وخاصة في المملكة المتحدة.
تشمل الأمثلة Regent House في جامعة كامبريدج و House of Congregation و Ancient House of Congregation في جامعة أكسفورد.
في الآونة الأخيرة، تم عقد عدد قليل جدًا من الاجتماعات، حيث تم إجراء معظم الأعمال التجارية عن طريق الاقتراع البريدي لأعضائها. الاستثناءات الرئيسية هي تلك الخاصة بمنح الشهادات الجامعية رسميًا؛ انطلاقًا من هذا التقليد، يُعرف حفل التخرج في بعض الجامعات بأنه اجتماع حتى لو لم يكن الحفل اجتماعًا لهيئة إدارة الجامعة بالمعنى التقليدي.